# غوستاف أوتو روزنبرغ
غوستاف أوتو روزنبرغ (بالسويدية: Gustaf Otto Rosenberg)‏ هو عالم نبات سويدي، ولد في 9 يونيو 1872 في Domkyrkoförsamlingen in Göteborg ‏ في السويد، وتوفي في 30 نوفمبر 1948 في Gustav Vasa parish ‏ في السويد.